# Rhegmoclema noscum
Rhegmoclema noscum är en tvåvingeart som beskrevs av Cook 1971. Rhegmoclema noscum ingår i släktet Rhegmoclema och familjen dyngmyggor. Inga underarter finns listade i Catalogue of Life.